# Guus van der Vlugt
Guus van der Vlugt (* 23. Oktober 1953 in Haarlem) ist ein niederländischer Badmintonspieler.

## Karriere
Guus van der Vlugt wurde 1976 erstmals niederländischer Meister. Weitere Titelgewinne folgten 1979 und 1981. 1983 nahm er an den Badminton-Weltmeisterschaften teil.

## Sportliche Erfolge
| Saison | Veranstaltung                      | Disziplin    | Platz | Name                                     |
| ------ | ---------------------------------- | ------------ | ----- | ---------------------------------------- |
| 1976   | Niederlande: Einzelmeisterschaften | Mixed        | 1     | Guus van der Vlugt / Marjan Luesken      |
| 1978   | Czechoslovakian International      | Herreneinzel | 2     | Guus van der Vlugt                       |
| 1979   | Niederlande: Einzelmeisterschaften | Herrendoppel | 1     | Herman Leidelmeijer / Guus van der Vlugt |
| 1981   | Niederlande: Einzelmeisterschaften | Herreneinzel | 1     | Guus van der Vlugt                       |
| 1983   | Weltmeisterschaft                  | Herrendoppel | 33    | Lex Coene / Guus van der Vlugt           |
| 1983   | Weltmeisterschaft                  | Mixed        | 17    | Guus van der Vlugt / Joke van Beusekom   |

## Referenzen
- badmintoneurope.com

| Personendaten    | Personendaten                     |
| ---------------- | --------------------------------- |
| NAME             | Vlugt, Guus van der               |
| KURZBESCHREIBUNG | niederländischer Badmintonspieler |
| GEBURTSDATUM     | 23. Oktober 1953                  |
| GEBURTSORT       | Haarlem                           |